# Thorbjørn Danielsen
Thorbjørn Danielsen, född 11 november 1909 i Sandefjord, död 1992, var norsk skulptör.
Han var gift med Randi Slotte. Danielsen studerade konst vid Statens håndverks- og kunstindustriskole 1925–1926 och 1929–1932. Han medverkade i Statens Kunstutstilling första gången 1935 och kom att medverka där ett tiotal gånger fram till 1977 och han medverkade i Skulpturutstilling som visades på Kunstnernes Hus i Oslo 1950. Separat ställde han bland annat ut i Sandefjord 1969. Till hans offentliga arbeten hör bland annat bronsskulpturerna Lillegutt placerad i Jernbaneallén i Sandefjord och Hoppe bukk på Sandefjord gymnasium samt ett flertal gravmonument och arbeten för norska kyrkor bland annat den gamla altartavlan till Sandefjords kyrka. Vid sidan av sitt eget skapande arbetade han under flera år som slöjd och teckningslärare vid Sandefjords skolor. Danielsen är representerad vid bland annat Sandefjords kommun och Norsk kulturråd.